# Józef Mika (aktor)
Józef Mika (ur. 21 sierpnia 1963 we Wrocławiu) – polski aktor filmowy i dubbingowy, reżyser telewizyjny.

## Życiorys
Absolwent Wydziału Aktorskiego Państwowej Wyższej Szkoły Teatralnej im. Aleksandra Zelwerowicza w Warszawie (1987). Zadebiutował 21 grudnia 1985 rolą Romka w adaptacji Tytusa, Romka i A'Tomka na deskach Teatru Rozmaitości w Warszawie. Był etatowym aktorem Teatru Rozmaitości w Warszawie (1987–1991), Teatru Nowego w Warszawie (1991–1996) oraz Teatru Syrena w Warszawie (1996–1997). Gościnnie związany z Teatrem Ateneum im. Stefana Jaracza w Warszawie (1987), Teatrem "Scena Prezentacje" (1989, 2000), Teatrem Polonia (2012) oraz Teatrem Druga Strefa (2017).
Na deskach teatru wystąpił w kilkudziesięciu rolach, w spektaklach takich reżyserów jak Adam Hanuszkiewicz, Aleksandra Śląska, Tadeusz Łomnicki, Laco Adamik, Ignacy Gogolewski, Emilia Krakowska, Romuald Szejd i Maria Ciunelis.
W programie Ziarno, emitowanym przez TVP wcielał się w postać „doktorka”. Od 2018 jest reżyserem tego programu.
W 2015 został kawalerem Orderu Uśmiechu.

## Filmografia

### Filmy
- 2020: Zieja
- 2007: Katyń
- 2005: RajUstopy – Karl
- 2005: Przybyli ułani
- 2005: Karol. Człowiek, który został papieżem – oficer SS
- 2002: Wszyscy święci – żandarm
- 2000: Wyrok na Franciszka Kłosa – policjant
- 2000: Prymas. Trzy lata z tysiąca – ksiądz Józef Lelita w kurii krakowskiej
- 2000: Wielkie rzeczy: Gra – mecenas prowadzący audiotele
- 1999: Dług – prezes niemieckiej firmy, szef Stefana
- 1999: Tryumf pana Kleksa
- 1999: Jakub kłamca – żołnierz
- 1994–1997: Kapitan – Wołodia
- 1993: Polski crash – tłumacz
- 1993: Człowiek z... – dźwiękowiec

### Seriale
- 2020: Ojciec Mateusz – Eryk Fraszek (odc. 315)
- 2017: Komisarz Alex – profesor (odc. 180)
- 2013: Lekarze – adwokat Jivana (odc. 38)
- 2009: Miasto z morza – dyrektor kasyna (odc. 4)
- 2004: Dziki – doktor Kaufman
- 2003: Na Wspólnej – Paweł, kolega Konrada
- 2002–2003: Kasia i Tomek – urzędnik (głos)
- 2000–2001: Przeprowadzki – lejtnant niemiecki
- 1999–2006: Na dobre i na złe – ksiądz
- 1999: Trzy szalone zera – tata Oskara
- 1996: Awantura o Basię – listonosz (odc. 1)
- 1996: Tajemnica Sagali – recepcjonista Krzyś
- 1995: Sukces... – spiker niemieckiej telewizji
- 1994: Spółka rodzinna – Niemiec współpracujący z „Ziemianinem”

### Polski dubbing
- 2007: Chowder
- 2006: Power Rangers: Mistyczna moc –
  - Dr Tristian (odc. 13),
  - Olbrzym (odc. 14),
  - Jester,
  - Śnieżny Książę
- 2006: Galactik Football –
  - Sinedd (odc. 1-6, 27-39),
  - Brim Simbra
- 2005: Bionicle 3: W sieci mroku
- 2004: Wybraniec smoka jako Cain
- 2004: Pani Pająkowa i jej przyjaciele ze Słonecznej Doliny
- 2004: Świątynia pierwotnego zła –
  - Strażnik wieży,
  - Hrudek,
  - Elfi szlachcic,
  - Młody akolita
- 2003: Tutenstein
- 2003: Księga dżungli 2
- 2003: Wojownicze Żółwie Ninja –
  - Nobby Bloe (odc. 72, 75),
  - Pan Noriyuki (odc. 74),
  - jeden ze strażników Daimyo (odc. 75),
  - pracownik Bishopa (odc. 78),
  - członek Rady Utromsów #1 (odc. 78)
- 2003: Sindbad: Legenda siedmiu mórz
- 2003: Looney Tunes znowu w akcji
- 2002: Roboluch – Sterling
- 2002: Złap mnie, jeśli potrafisz
- 2002: Harry Potter i Komnata Tajemnic
- 2002: Król Maciuś Pierwszy – Antek
- 2002–2008: Kryptonim: Klan na drzewie –
  - Tomuś (seria I, II i V),
  - Korepetytor (B.R.A.K.-P.R.Ą.D.U.),
  - Numer 65,3 (A.L.A.R.M.),
  - Maszynista (P.O.D.R.Ó.Ż.)
- 2001: Pokémon 3: Zaklęcie Unown – Tracey
- 2001: Psy i koty
- 2001: Ach, ten Andy! –
  - Andrew Leech,
  - Tata Andy’ego (Al),
  - Szeryf Steve Rowgee (Junior),
  - Różne postacie
- 2000−2003: X-Men: Ewolucja – Duncan Matthews
- 2000: Franklin i zielony rycerz
- 2000: Goofy w college’u
- 1999–2004: Rocket Power − Oliver
- 1999: Babar – król słoni
- 1999: Nieustraszeni ratownicy
- 1998: Dziesięcioro przykazań – opowieści dla dzieci – Jakub
- 1998–2004: Atomówki – Amebowiec II
- 1998−1999: Nowe przygody rodziny Addamsów – pan Filding
- 1998: Sztruksik
- 1997–1998: Dzielne żółwie: Następna mutacja – Leonardo
- 1997: Księżniczka Sissi –
  - Kail,
  - Konrad
- 1997: Pożyczalscy
- 1997: Świat królika Piotrusia i jego przyjaciół
- 1997: Myszorki na prerii – Ościk
- 1996–1998: Kacper
- 1996–1997: Przygody Olivera Twista
- 1996: Bar Atlantic – Głos Hajduka
- 1995–1996: Maska
- 1995: Księżniczka Tenko
- 1994–1998: Świat według Ludwiczka – Tommy Anderson
- 1994–1998: Spider-Man – Robert Farrell
- 1994–1996: Iron Man: Obrońca dobra
- 1993: Huckleberry Finn
- 1993: Podróż do serca świata
- 1992: Kometa nad Doliną Muminków – Ryjek
- 1992–1997: X-Men –
  - Havok,
  - Sebastian Hiram Shaw,
  - Eugenio Turbot Weiderspan
- 1992–1997: Kot Ik! – Wade
- 1992: Nowe podróże Guliwera
- 1991–1999: Doug Zabawny – w roli tytułowej
- 1991–1992: Eerie, Indiana –
  - policjant,
  - urzędnik skarbowy
- 1990–1991: Muminki – Ryjek
- 1990: Piotruś Pan i piraci – Tyka
- 1990: Pinokio
- 1988–1993: Hrabia Kaczula – Hrabia Kaczula
- 1987–1990: Kacze opowieści (stara wersja dubbingowa) –
  - Brzucho, jeden z Braci BE,
  - Goguś (odc. 25)
- 1987: Królewna Złoty Loczek
- 1985–1991: Gumisie
- 1983–1987: Fraglesy – Wembley
- 1981–1990: Smerfy – Złośnik (sez. 9 i większość sez. 7)
- 1980: Figle z Flintstonami
- 1961–1962: Kocia ferajna
- 1960–1966: Flintstonowie

### Rok niepewny
- Wyspa Noego – Sasza